# Indios de Mayagüez 2017 (pallavolo)
Questa voce raccoglie le informazioni riguardanti gli Indios de Mayagüez nelle competizioni ufficiali della stagione 2017.

## Organigramma societario
Area direttiva
- Presidente: Karimar Brown, Alex Brown

Area tecnica
- Primo allenatore: Juan León

## Rosa
| N° | Nome                  | Ruolo | Data di nascita   | Nazionalità sportiva |
| -- | --------------------- | ----- | ----------------- | -------------------- |
| 2  | Juan Carlos Rodríguez | P     | 1º ottobre 1992   | Porto Rico           |
| 3  | Néstor Bracero        | S/O   | 1º gennaio 1991   | Porto Rico           |
| 4  | Josean Rodríguez      | C     | -                 | Porto Rico           |
| 5  | Julio Fontanet        | S     | -                 | Porto Rico           |
| 6  | Luis Izquierdo        | S/O   | 16 luglio 1996    | Porto Rico           |
| 8  | Xavier Vega           | L     | -                 | Porto Rico           |
| 9  | Jorge Mencía          | S/O   | 14 aprile 1990    | Porto Rico           |
| 10 | Mannix Román          | C     | 17 gennaio 1983   | Porto Rico           |
| 11 | Jessie Colón          | C     | 20 settembre 1984 | Porto Rico           |
| 12 | Juan Miguel Ruiz      | P     | 24 aprile 1981    | Porto Rico           |
| 14 | Johan León            | S     | 12 maggio 1999    | Porto Rico           |
| 15 | Eddie Rivera          | S     | 16 giugno 1992    | Porto Rico           |
| 16 | Jackson Rivera        | S     | 19 agosto 1987    | Porto Rico           |
| 17 | Saúl Morales          | L     | -                 | Porto Rico           |

## Mercato
| Acquisti | Acquisti         | Acquisti                 | Acquisti   |
| R.       | Nome             | da                       | Modalità   |
| -------- | ---------------- | ------------------------ | ---------- |
| C        | Josean Rodríguez | Caribes de San Sebastián | definitivo |
| S        | Julio Fontanet   | -                        | definitivo |
| S/O      | Luis Izquierdo   | -                        | definitivo |
| S/O      | Jorge Mencía     | Guangdong                | definitivo |
| P        | Juan Miguel Ruiz | Patriotas de San Juan    | definitivo |
| S        | Johan León       | Caribes de San Sebastián | definitivo |
| S        | Eddie Rivera     | Caribes de San Sebastián | definitivo |

| Cessioni | Cessioni            | Cessioni             | Cessioni   |
| R.       | Nome                | a                    | Modalità   |
| -------- | ------------------- | -------------------- | ---------- |
| P        | Edgardo Goás        | Konya BB             | definitivo |
| C        | Ángel Rivera        | Changos de Naranjito | definitivo |
| S        | Rúben Martínez      | -                    | definitivo |
| S        | Gustavo Mejía       | -                    | definitivo |
| S        | Jayson Jablonsky    | Al-Muharraq          | definitivo |
| P        | Guillermo Rodríguez | -                    | definitivo |

## Risultati

### LVSM

#### Regular season
| 1ª giornata - 7 settembre 2017 Palacio de Recreación y Deportes, Mayagüez | Indios de Mayagüez   | -     | Mets de Guaynabo   | [ 1 ]                      |
| 2ª giornata - 9 settembre 2017 Coliseo Raúl "Pipote" Oliveras, Yauco      | Cafeteros de Yauco   | -     | Indios de Mayagüez | [ 1 ]                      |
| 3ª giornata - 17 settembre 2017 Coliseo Manuel Iguina, Arecibo            | Capitanes de Arecibo | 3 - 1 | Indios de Mayagüez | 25-27, 25-21, 25-14, 28-26 |

## Statistiche

### Statistiche di squadra
| Competizione | Punti | In casa | In casa | In casa | In trasferta | In trasferta | In trasferta | Totale | Totale | Totale |
| Competizione | Punti | G       | V       | P       | G            | V            | P            | G      | V      | P      |
| ------------ | ----- | ------- | ------- | ------- | ------------ | ------------ | ------------ | ------ | ------ | ------ |
| LVSM         | 0     | 0       | 0       | 0       | 1            | 0            | 1            | 1      | 0      | 1      |
| Totale       | -     | 0       | 0       | 0       | 1            | 0            | 1            | 1      | 0      | 1      |

G = partite giocate; V = partite vinte; P = partite perse